# Joshuah Ignathios Kizhakkeveettil
Joshuah Ignathios Kizhakkeveettil (* 24. Mai 1950 in Kottarakkara, Distrikt Kollam, Kerala, Indien) ist Bischof der Eparchie Mavelikara.

## Leben
Joshuah Ignathios Kizhakkeveettil empfing am 2. April 1978 das Sakrament der Priesterweihe und wurde in den Klerus der Erzeparchie Trivandrum inkardiniert.
Am 15. April 1998 ernannte ihn Papst Johannes Paul II. zum Titularbischof von Nigizubi und bestellte ihn zum Weihbischof in der Erzeparchie Trivandrum. Der syro-malankarisch-katholische Erzbischof der Erzeparchie Trivandrum, Cyril Baselios Malancharuvil OIC, spendete ihm am 29. Juni desselben Jahres die Bischofsweihe; Mitkonsekratoren waren der Bischof der Eparchie Tiruvalla, Geevarghese Timotheos Chundevalel, und der Bischof der Eparchie Battery, Geevarghese Divannasios Ottathengil. Am 2. Januar 2007 ernannte ihn Papst Benedikt XVI. zum Bischof der Eparchie Mavelikara. Die Amtseinführung erfolgte am 16. Februar desselben Jahres.